# Сельский Поток
Сельский Поток (укр. Сільський потік; до 2016 года Москва, укр. Москва) — река в Раховском районе Закарпатской области Украины. Левый приток Тисы.
Берёт начало на северных склонах горы Менчул (1385,5 м). Принимает около десятка малых притоков, ручьёв. Большая часть реки протекает в черте города Рахов.
Бассейн реки граничит с бассейном реки Выдричка (приток Белой Тисы) и ручья Малый (приток Тисы).
Берега верхнего участка реки густо поросли елово-буковым лесом.

## Переименование
В феврале 2016 года Раховский горсовет на основании закона Украины «Об осуждении коммунистического и национал-социалистического тоталитарных режимов и запрете пропаганды их символики» переименовал реку Москва в укр. Сільський потік.